# Christuskirche (Kirchrimbach)

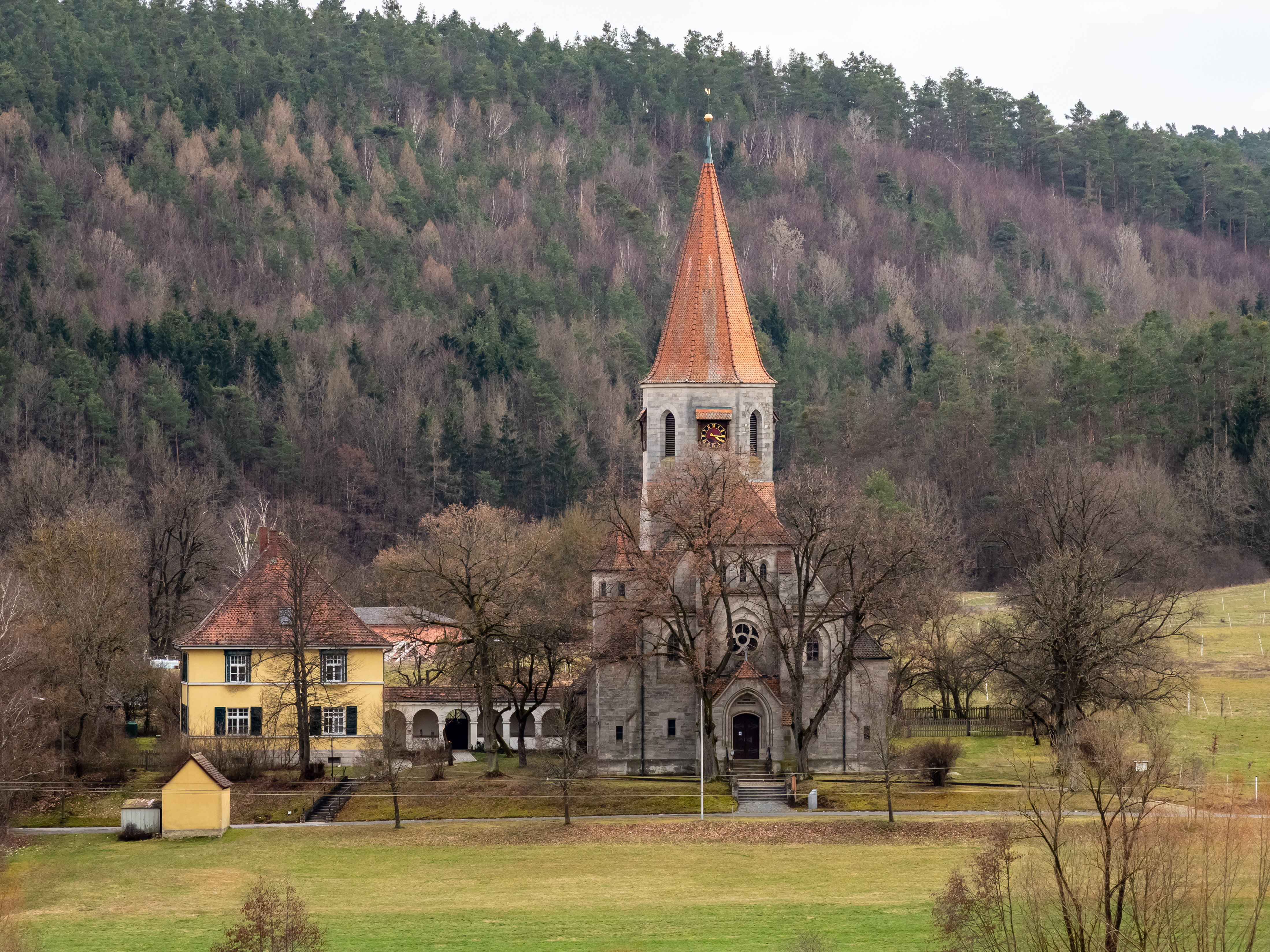
Christuskirche in Kirchrimbach

Die Christuskirche ist eine neugotische Kirche in Kirchrimbach, einem Gemeindeteil von Burghaslach im Landkreis Neustadt an der Aisch-Bad Windsheim.

## Geschichte und Lage
Die Kirche liegt am westlichen Rand des Ortes Kirchrimbach an der Grenze zum Nachbarort Oberrimbach. 1903 wurde die vom Nürnberger Architekten Theodor Eyrich geplante Kirche eingeweiht.

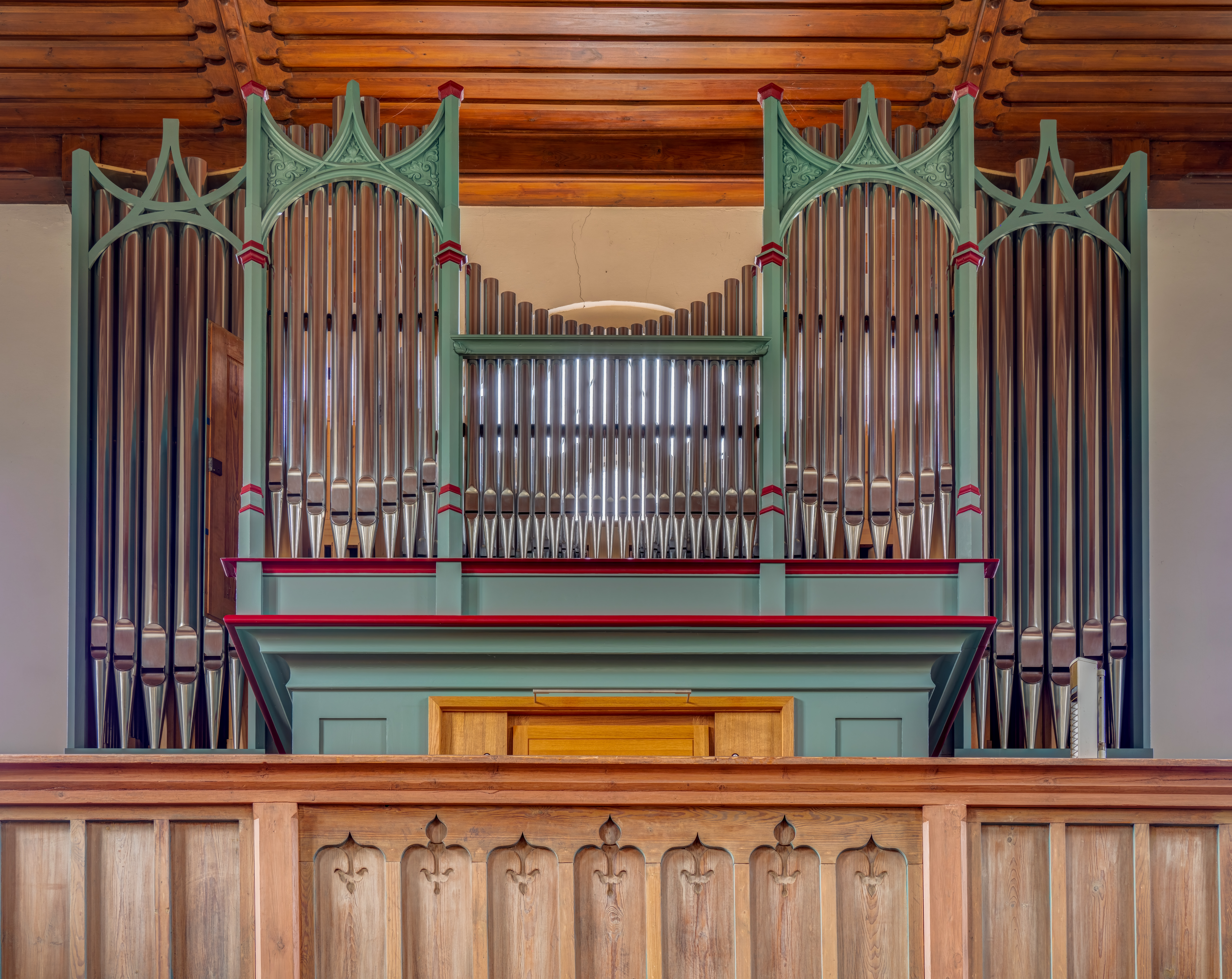
Orgel der Christuskirche in Kirchrimbach

Innenraum der Christuskirche in Kirchrimbach

## Ausstattung
In der Ausgestaltung ist die Kirche eher schlicht. Die Fenster im Chorraum wurden von dem Gemeindemitglied und ehemaligem Patron der Gemeinde, Fürst Carl zu Castell-Castell, gestiftet. Die Orgel stammt vom Nürnberger Orgelbauer Johannes Strebel. Sie hat 14 Register auf zwei Manuale und Pedal verteilt. Die drei Glocken wurden in den Jahren 1950 und 1953 in der Heidelberger Glockengießerei Schilling gegossen. Sie dienen als Ersatz für die im Zweiten Weltkrieg konfiszierten ursprünglichen Glocken.

## Denkmalschutz
Die Kirche ist in der Bayerischen Denkmalliste unter der Nummer D-5-75-116-35 mit folgender Beschreibung gelistet: „Neue Evang.-Luth. Pfarrkirche, Christuskirche, neugotische Chorturmanlage, Sandsteinquaderbau, Langhaus mit Satteldach und Schopf und quadratischer Turm mit oktogonalem Läutgeschoss und Pyramidendach, nach Plänen von Theodor Eyrich, 1902–03, bez. 1903; mit Ausstattung.“